# Trigonella obcordata
Trigonella obcordata är en ärtväxtart som beskrevs av George Bentham. Trigonella obcordata ingår i släktet trigonellor, och familjen ärtväxter. Inga underarter finns listade i Catalogue of Life.